# Festivali i Këngës 48

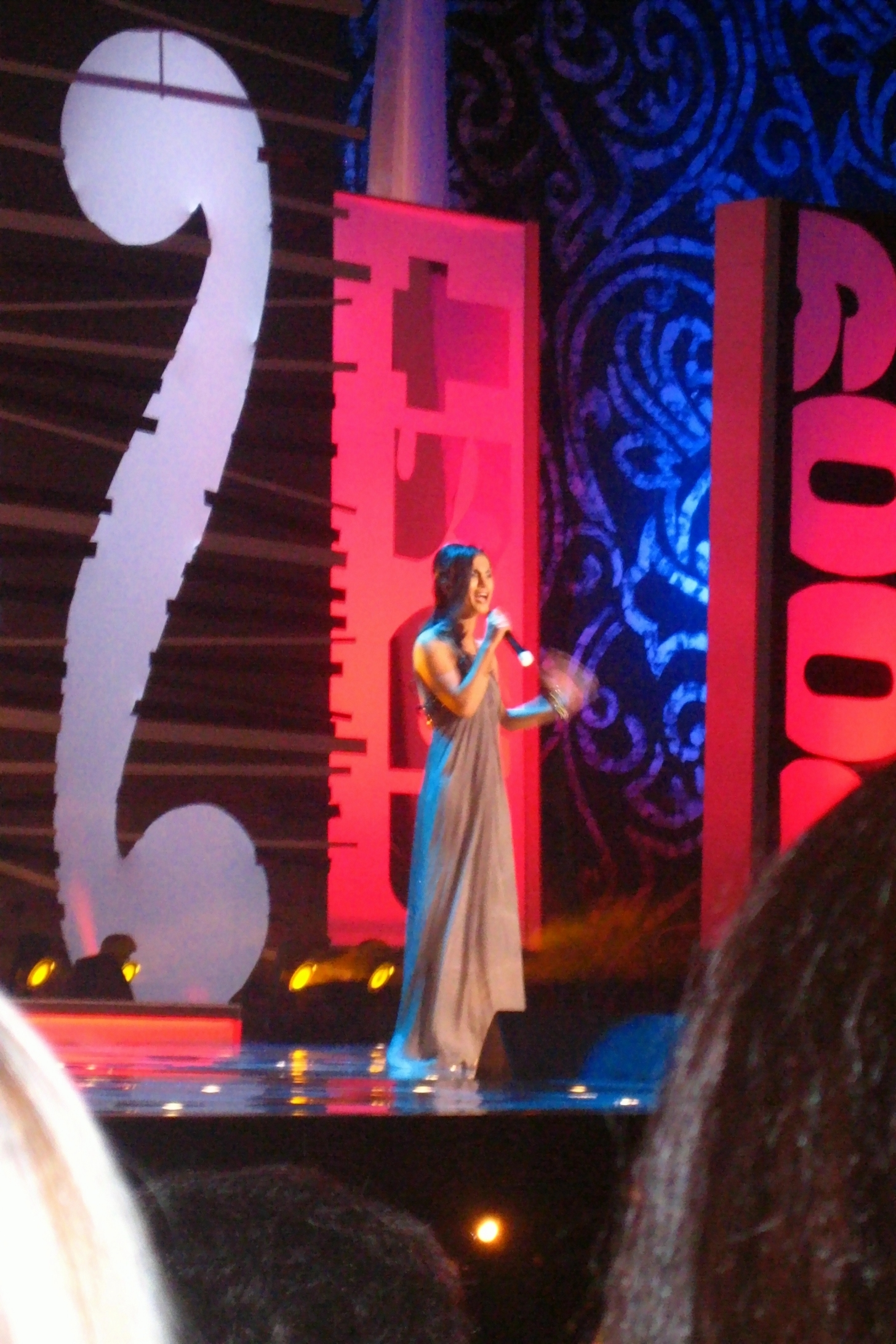
Anjeza Shahini uppträder vid tävlingen med låten Në pasqyrë. Hon kom senare att sluta på andra plats, med 118 poäng

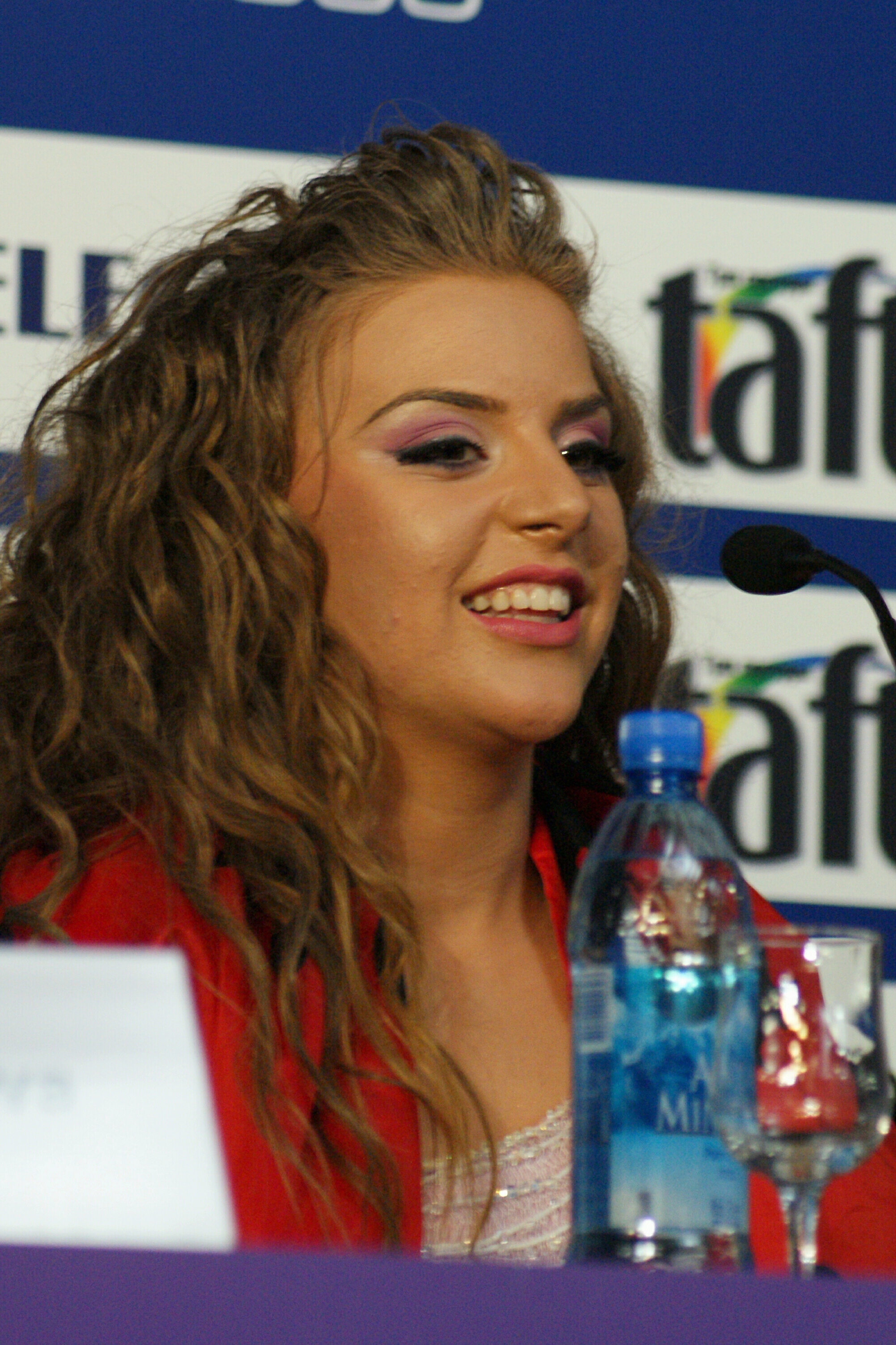
Fjolårets vinnare och Albaniens representant i Eurovision Song Contest 2009, Kejsi Tola, deltog även i årets uttagning. Hon slutade på 15:e plats med låten Ndonjëherë

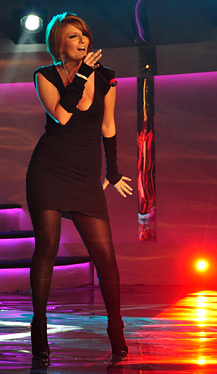
Rosela Gjylbegu, här vid Kënga Magjike 11, sjöng med Pirro Çako & Eliza Hoxha i duettrundan

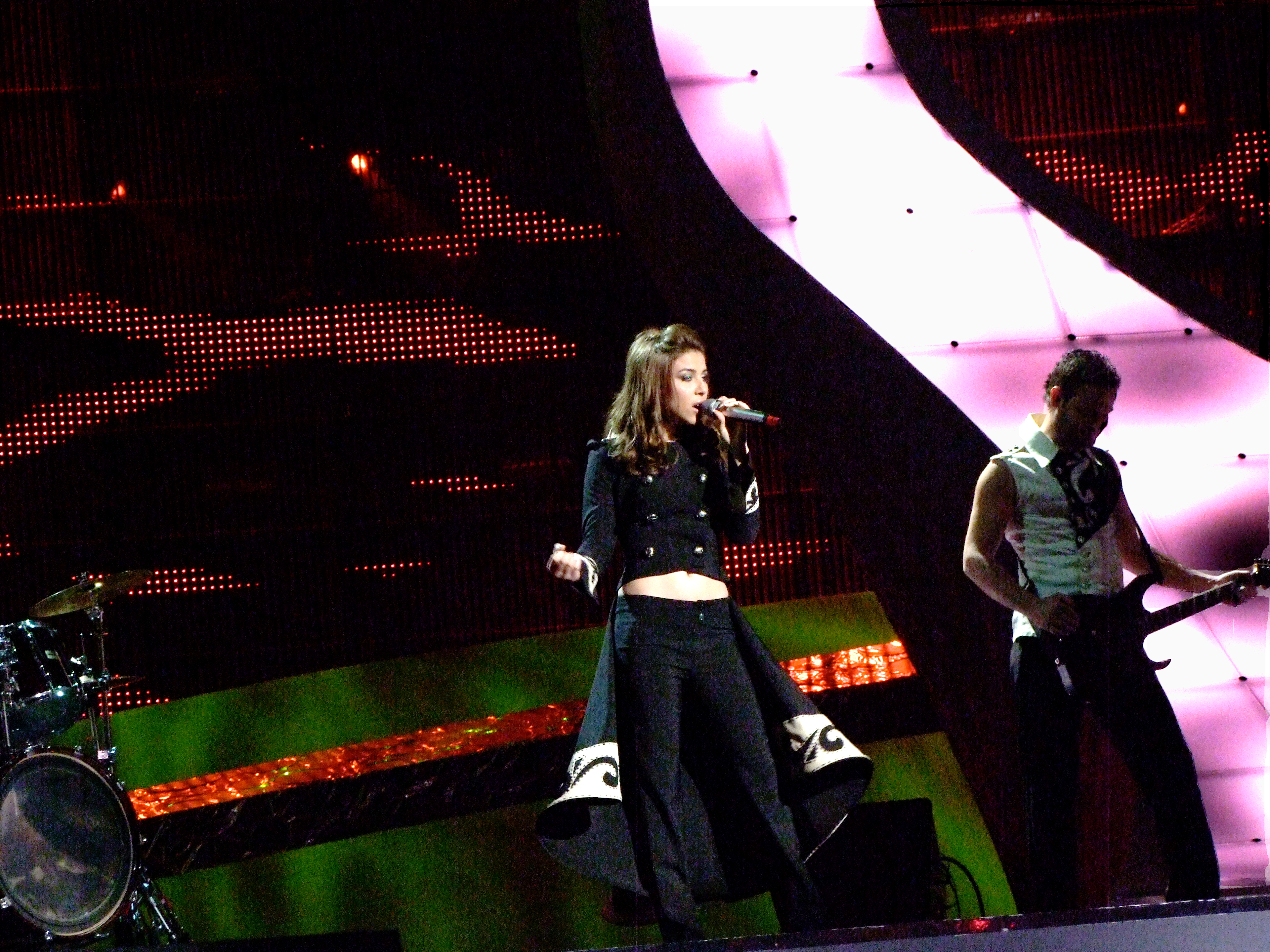
Albaniens representant vid Eurovision Song Contest 2008, Olta Boka, sjöng duett med Denisa Macaj i duettrundan

Albanien valde sin representant till Eurovision Song Contest 2010 genom musiktävlingen Festivali i Këngës, som arrangeras av Albaniens nationella TV-bolag RTSH (Radio Televizioni Shqiptar). Festivali i Këngës 2009 hölls över fyra kvällar, mellan den 24 och 27 december 2009, och avgjorde vem som skulle representera Albanien i 2010 års tävling.

## Upplägg
Inför 2009 års tävling ändrade RTSH på tävlingens format. Tävlingen skulle nu sträcka sig över fyra kvällar, med start på julafton (24 december) 2009, och slut den 27 december. Tävlingen arrangerades vid Pallati i Kongresëve i Tirana, och programmet sändes på TVSH, TVSH sat och Radio Tirana.
Från de 78 låtar som skickats in till RTSH, valdes 38 stycken som fick delta i tävlingen. Låtarna delades sedan in i två grupper, med en "stor" grupp för mer erfarna sångare, och en "ung" grupp för mindre erfarna artister.
I 2009 års tävling deltog flera rutinerade artister, som tidigare deltagit i Festivali i Këngës. Bland andra Anjeza Shahini; vinnare av 2003 års tävling, Rovena Dilo; vinnare av 2000 års tävling. Dessutom deltog flera kända artister som Besa Kokëdhima, Juliana Pasha, Flaka Krelani, Mariza Ikonomi och Kejsi Tola, Albaniens representant i 2009 års Eurovision. Den 12 december annonserades det att en artist inte längre kom att deltaga. Jorida Zaimaj skulle ursprungligen ha deltagit i den "unga" gruppen med låten "Për ty". Efter hennes tillbakadragande bestod 18 deltagare i den "unga" gruppen. Besa Kokëdhima och Eliza Hoxha skulle egentligen ha deltagit i den "stora" gruppen, men även dem drog sig ur tävlingen. Kokhëdimas låt, "Kalorësi i dashurisë", skulle egentligen sjungits av Rona Nishliu och Pirro Çako, men den kom inte att framföras. Çako deltog med en annan låt i stället, "Një tjetër jetë". Hoxhas plats lämnades ledig, och 18 deltagare sjöng i den "stora" gruppen.
Värdar för 2009 års tävling var den albanska sångaren Alban Skënderaj tillsammans med den tyska tv-värden Miriam Cani.

## Semifinal 1
Den 24 december uppträdde sångarna i den "stora" gruppen för första gången. 25 december uppträdde den "unga" gruppen, där en jury valde två låtar att gå till final. 26 december uppträdde den "stora" gruppen igen, denna gång med en alternativ version av låten, i form av en duett med en annan känd artist.

### Stora gruppens presentationskväll
Den 24 december uppträdde artisterna i den "stora" gruppen för första gången. Tävlingen inleddes med en kör som sjöng moderna versioner av julsånger. Mellanakter utfördes under showen och bestod bland annat av flamencodans och uppträdanden från värden Miriam Cani.
| Nr | Artist                        | Låt                         | Kompositör - Textförfattare               |
| -- | ----------------------------- | --------------------------- | ----------------------------------------- |
| 1  | Anjeza Shahini                | "Në pasqyrë"                | Sokol Marsi, Sokol Marsi & Jorgo Papingji |
| 2  | Teuta Kurti                   | "Mall i pashuar"            | Faton Dolaku, Pleurat Kurti               |
| 3  | Claudio La Regina             | "Ave Maria"                 | Scaravaglione                             |
| 4  | Kamela Islamaj                | "Gjëra të thjeshta"         | Kristi Popa, Florion Zyko                 |
| 5  | Bojken Lako & Banda Adriatica | "Love Love Love"            | Bojken Lako                               |
| 6  | Pirro Çako                    | "Një tjetër jetë"           | Pirro Çako, Ardit Gjebrea                 |
| 7  | Dorina Garuci                 | "Sekreti i dashurisë"       | Klodian Qafoku, Arben Duka                |
| 8  | Juliana Pasha                 | "Nuk mundem pa ty"          | Ardit Gjebrea, Pirro Çako                 |
| 9  | Denisa Macaj                  | "Aria"                      | Adrian Hila, Pandi Laço                   |
| 10 | Erga Halilaj                  | "Party"                     | Dorian Nini, Adrian Nini                  |
| 11 | Era Rusi                      | "Fjalë dhe gjunjë"          | Arsen Nasi, Pandi Laço                    |
| 12 | Flaka Krelani                 | "Le të bëhet çfarë të dojë" | Edmond Zhulali, Jorgo Papingji            |
| 13 | Mariza Ikonomi                | "Vazhdoj këndoj"            | Mariza Ikonomi                            |
| 14 | Erti Hizmo & Linda Halimi     | "Nuk të dorëzohem"          | Gent Myftaraj, Pandi Laço                 |
| 15 | Guximtar Rushani              | "Gëzuar"                    | Agim Poshka, Olsa Maze                    |
| 16 | Stefi & Endri Prifti          | "U dogja mrekullisht"       | Stefi Prifti, Marina Prifti               |
| 17 | Rovena Dilo                   | "Përtej kohës"              | Endri Sina, Rovena Dilo                   |
| 18 | Kejsi Tola                    | "Ndonjëherë"                | Voltan Prodani, Timo Flloko               |
| –  | Besa Kokëdhima                | "Kalorësi i dashurisë"      | Pirro Çako                                |
| –  | Eliza Hoxha                   | "Në mes"                    | Florent Boshnjaku                         |

## Semifinal 2

### Unga gruppen
Den unga gruppens semifinal hölls den 25 december 2009. Två låtar från det 18 man starka startfältet kom att gå till finalen den 27 december. De två akter som kvalificerade sig till final blev Goldi Halili, med låten "Tirana Broadway" och Iris Hoxha med låten "Zërin tim ta ndjesh".
| Nr | Artist                           | Låt                         | Kompositör - Textförfattare   |
| -- | -------------------------------- | --------------------------- | ----------------------------- |
| 1  | Stefan Marena                    | "Retë s'na ndajnë"          | Roland Guli, Meri Guli        |
| 2  | Brikena Asa                      | "Sa dua unë"                | Gjergj Jorgaqi                |
| 3  | Onanta Spahiu                    | "Dashurisë i erdhi vjeshta" | Renuar Nimani, Arjan Kadare   |
| 4  | Jona Koleci                      | "Stinë dashurië"            | Mark Luli, Olda Toqi          |
| 5  | Nazmie Selimi                    | "Mendohu dhe njëherë"       | Alfred Kaçinari               |
| 6  | Goldi Halili                     | "Tirana Brodway"            | Agim Krajka, Goldi Halili     |
| 7  | Iris Hoxha                       | "Zërin tim ta ndjesh"       | Edmond Rrapi, Ledi Shqiponja  |
| 8  | Supernova                        | "Gabimi"                    | Briz Musaraj, Arjan Aliko     |
| 9  | Ardita Tusha                     | "Je larg"                   | Edmond Mancaku                |
| 10 | Selina Prelaj                    | "Të dy e dimë"              | Selina Prelaj, Agim Doçi      |
| 11 | Vitmar Basha                     | "Një tjetër jetë"           | Vitmar Basha                  |
| 12 | Lutus                            | "Botë pa sy"                | Endrit Shani, Kristi Ndrio    |
| 13 | Kelly                            | "Ajo"                       | Florian Carkanj               |
| 14 | Dorina Toçi                      | "Një fjalë të ngrohtë"      | Petrit Tërkuçi, Demir Gjergji |
| 15 | Borana Kalemi                    | "Ti"                        | Borana Kalemi, Anila Jole     |
| 16 | Amanda Ujkaj & Violeta Lulgjuraj | "Vitet më të bukura"        | Luigj Dedvukaj, Sokol Marci   |
| 17 | Yje të panjohur                  | "Si dy të huaj"             | Florian Zyka                  |
| 18 | Çlirim Leka                      | "Nëna ime"                  | Çlirim Leka                   |

## Duettpresentation
Den 26 december visade de 20 finalisterna upp sina nummer igen, den här gången i en duett med en annan artist. Inför tävlingen ändrade man namn på Mariza Ikonomis låt "Vazhdoj Këndoj" till "La La La".
| Nr | Artist                                    | Låt                         | Kompositör - Textförfattare               |
| -- | ----------------------------------------- | --------------------------- | ----------------------------------------- |
| 1  | Iris Hoxha & Kelly                        | "Zërin tim ta ndjesh"       | Edmond Rrapi, Ledi Shqiponja              |
| 2  | Guximtar Rushani & Agim Poshka            | "Gëzuar"                    | Agim Poshka, Olsa Maze                    |
| 3  | Era Rusi & Julian Bulku                   | "Fjalë dhe gjunjë"          | Arsen Nasi, Pandi Laço                    |
| 4  | Goldi Halili & Aleksandër Gjoka           | "Tirana Brodway"            | Agim Krajka, Goldi Halili                 |
| 5  | Erti Hizmo, Linda Halimi & Redon Makashi  | "Nuk të dorëzohem"          | Gent Myftaraj, Pandi Laço                 |
| 6  | Mariza Ikonomi & Vedat Ademi              | "La, la, la"                | Mariza Ikonomi                            |
| 7  | Kejsi Tola & Voltan Prodani               | "Ndonjëherë"                | Voltan Prodani, Timo Flloko               |
| 8  | Claudio La Regina & Franco Scaravaglione  | "Ave Maria"                 | Scaravaglione                             |
| 9  | Erga Halilaj, Adrian Nini & Ronela Hajati | "Party"                     | Dorian Nini, Adrian Nini                  |
| 10 | Teuta Kurti & Malda Susuri                | "Mall i pashuar"            | Faton Dolaku, Pleurat Kurti               |
| 11 | Dorina Garuci & Dr. Flori                 | "Sekreti i dashurisë"       | Klodian Qafoku, Arben Duka                |
| 12 | Bojken Lako, Banda Adriatica & Ajkuna     | "Love Love Love"            | Bojken Lako                               |
| 13 | Rovena Dilo & Eranda Libohova             | "Përtej kohës"              | Rovena Dilo                               |
| 14 | Pirro Çako, Rosela Gjylbegu & Eliza Hoxha | "Një tjetër jetë"           | Pirro Çako, Ardit Gjebrea                 |
| 15 | Denisa Macaj & Olta Boka                  | "Aria"                      | Adrian Hila, Pandi Laço                   |
| 16 | Stefi Prifti, Endri Prifti & Burn         | "U dogja mrekullisht"       | Stefi Prifti, Marina Prifti               |
| 17 | Juliana Pasha & Soni Malaj                | "Nuk mundem pa ty"          | Ardit Gjebrea, Ardit Gjebrea & Pirro Çako |
| 18 | Anjeza Shahini & Eneda Tarifa             | "Në pasqyrë"                | Sokol Marsi, Sokol Marsi & Jorgo Papingji |
| 19 | Kamela Islamaj & Kristi Popa              | "Gjëra të thjeshta"         | Kristi Popa, Florion Zyko                 |
| 20 | Flaka Krelani & Jonida Maliqi             | "Le të bëhet çfarë të dojë" | Edmond Zhulali, Jorgo Papingji            |

## Final
Finalen hölls den 27 december. De 18 artisterna från den "stora" gruppen, plus de två från den "unga" gruppen uppträdde än en gång, med en professionell jury på 7 medlemmar som avgjorde resultatet. Vinnaren av årets tävling blev slutligen Juliana Pasha med låten Nuk mundem pa ty.
| Nr | Artist                        | Låt                         | Kompositör - Textförfattare               | Poäng | Plats |
| -- | ----------------------------- | --------------------------- | ----------------------------------------- | ----- | ----- |
| 1  | Pirro Çako                    | "Një tjetër jetë"           | Pirro Çako, Ardit Gjebrea                 | 106   | 4     |
| 2  | Erga Halilaj                  | "Party"                     | Dorian Nini, Adrian Nini                  | 66    | 12    |
| 3  | Denisa Macaj                  | "Aria"                      | Adrian Hila, Pandi Laço                   | 92    | 7     |
| 4  | Rovena Dilo                   | "Përtej kohës"              | Rovena Dilo                               | 69    | 10    |
| 5  | Dorina Garuci                 | "Sekreti i dashurisë"       | Klodian Qafoku, Arben Duka                | 78    | 8     |
| 6  | Anjeza Shahini                | "Në pasqyrë"                | Sokol Marsi, Sokol Marsi & Jorgo Papingji | 118   | 2     |
| 7  | Erti Hizmo & Linda Halimi     | "Nuk të dorëzohem"          | Gent Myftaraj, Pandi Laço                 | 66    | 12    |
| 8  | Juliana Pasha                 | "Nuk mundem pa ty"          | Ardit Gjebrea & Pirro Çako                | 133   | 1     |
| 9  | Guximtar Rushani              | "Gëzuar"                    | Agim Poshka, Olsa Maze                    | 43    | 17    |
| 10 | Kejsi Tola                    | "Ndonjëherë"                | Voltan Prodani, Timo Flloko               | 58    | 15    |
| 11 | Teuta Kurti                   | "Mall i pashuar"            | Faton Dolaku, Pleurat Kurti               | 19    | 19    |
| 12 | Flaka Krelani                 | "Le të bëhet çfarë të dojë" | Edmond Zhulali, Jorgo Papingji            | 99    | 5     |
| 13 | Bojken Lako & Banda Adriatica | "Love Love Love"            | Bojken Lako                               | 98    | 6     |
| 14 | Goldi Halili                  | "Tirana Brodway"            | Agim Krajka, Goldi Halili                 | 64    | 14    |
| 15 | Stefi & Endri Prifti          | "U dogja mrekullisht"       | Stefi Prifti, Marina Prifti               | 45    | 16    |
| 16 | Iris Hoxha                    | "Zërin tim ta ndjesh"       | Edmond Rrapi, Ledi Shqiponja              | 67    | 11    |
| 17 | Claudio La Regina             | "Ave Maria"                 | Scaravaglione                             | 17    | 20    |
| 18 | Era Rusi                      | "Fjalë dhe gjunjë"          | Arsen Nasi, Pandi Laço                    | 41    | 18    |
| 19 | Mariza Ikonomi                | "La, la, la"                | Mariza Ikonomi                            | 76    | 9     |
| 20 | Kamela Islamaj                | "Gjëra të thjeshta"         | Kristi Popa, Florion Zyko                 | 116   | 3     |

## Vid Eurovision Song Contest
Albanien deltog i den första semifinalen, den 25 maj 2010, där Pasha uppträdde som nummer 12 på scen. Pasha uppträdde med en engelsk version av "Nuk mundem pa ty" i tävlingen, It's All About You, med vilken hon slutade på sjätte plats i semifinalen, vilket tog henne till finalen den 29 maj. Den slutgiltiga versionen av låten släpptes den 16 mars 2010.
Vid finalen gick Pasha ut som nummer 15, efter Turkiet och före Island. Vid röstningens slut hade Albanien slutat på en 16:e plats, med 62 poäng.